# Taegeuk

Tae-Geuk

Tae-Geuk o taegeuk (태극?, 太極?, taegeukLR, t'aegŭkMR) è una parola coreana che si riferisce alla realtà fondamentale dalla quale tutti gli esseri e gli oggetti vengono generati. È la pronuncia coreana degli hanja della parola cinese Tàijí. È anche il simbolo al centro della bandiera della Corea del Sud.

## Storia
Il disegno del taegeuk ha origine nel VII secolo in Corea, ma recenti scavi mettono in evidenza un'origine più antica. Infatti una pietra scolpita con il taegeuk è stata rinvenuta nel tempio di Gameunsa, costruito nel 628 durante il regno di Jinpyeong di Silla. Tracce del taegeuk sono state trovate anche nelle tombe delle antiche popolazioni coreane, segnatamente nella tomba di Goguryeo e nei resti di Silla. Recentemente è stato ritrovato anche un manufatto di 1400 anni con il taegeuk nelle tombe di Bogam-ri Paekje a Naju, nella provincia del Jeolla Meridionale, diventato quindi il taegeuk più antico trovato in Corea, precedendo di 682 anni il più antico manufatto taegeuk trovato nel tempio di Gameunsa.

## Utilizzo

### Utilizzo antico
Il taegeuk veniva usato per scacciare gli spiriti maligni. Fu anche usato per esprimere la speranza di armonia dello yin e yang per permettere alle persone di vivere felici con un buon governo. I semicerchi rosso e blu del Taegeuk esistono quindi da tempi antichi.

### Uso moderno
Il Taegeuk è presente sulla bandiera della Corea del Sud, chiamata Taegeukgi (insieme a quattro degli otto trigrammi usati nella divinazione). Poiché il taegeuk viene associato alla bandiera nazionale, è spesso usato come simbolo patriottico, così come i colori rosso, blu e nero. Il trigramma geon rappresenta il cielo, la primavera, l'est e la giustizia; il trigramma gon rappresenta la terra, l'estate, l'ovest e la vitalità; il trigramma gam rappresenta la luna, l'inverno, il nord e la saggezza, mentre il trigramma ri rappresenta il sole, l'autunno, il sud e la realizzazione. I quattro trigrammi si muovono in un ciclo infinito, da geon a ri a gon a gam e quindi di nuovo a geon, in perenne ricerca di perfezione. Il campo bianco simboleggia l'omogeneità, l'integrità e la natura pacifica propria dei coreani. Tradizionalmente, i coreani spesso vestono in bianco, guadagnando il soprannome "vestiti di bianco" e quindi il colore diviene caratteristica della nazione.

### Utilizzo paralimpico
Il simbolo ufficiale per i Giochi paralimpici usato dal Comitato Paralimpico Internazionale dal 1994 al 2004 aveva tre taegeuk nel suo logo prima della fine dei XII Giochi paralimpici estivi, quando è stato sostituito da tre agitos. L'uso dei taegeuk è iniziato nei VIII Giochi paralimpici estivi a Seul, prima con cinque taegeuk colorati e disposti in maniera simile alla bandiera olimpica, ridotti a tre a partire dal 1994 dopo che il CIO ne ravvisò un'eccessiva somiglianza.

## Taegeuk tricolore
In Corea, una variante popolare è il Taegeuk tricolore (삼색의 태극 Samsaeg-ui Taegeuk, 三色太極), che aggiunge un lobo giallo, che rappresenta l'umanità, mentre il rosso e il blu rappresentano il cielo e la terra. Il Samsaeg-ui Taegeuk è frequente sui ventagli. Un Taegeuk tricolore fu presente anche sul logo ufficiale dei Giochi della XXIV Olimpiade, accompagnato dai cinque anelli olimpici.

## Galleria d'immagini

Taegeukgi, la Bandiera della Corea del Sud, con un Taegeuk blu e rosso al centro.
Samsaeg-ui Taegeuk
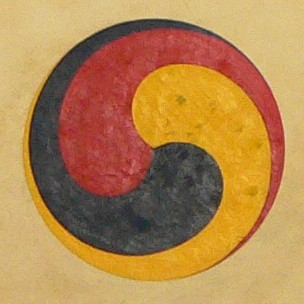
Samsaeg-ui Taegeuk alternativo
Primo logo paralimpico (1988–1994) con cinque taegeuk.
Secondo logo paralimpico (1994–2004) con tre taegeuk.